# Malta na Mistrzostwach Europy w Lekkoatletyce 2016
Malta na Mistrzostwach Europy w Lekkoatletyce 2016 – reprezentacja Malty podczas Mistrzostw Europy w Amsterdamie liczyła 2 zawodników (1 mężczyznę i 1 kobietę).

## Występy reprezentantów Malty

### Mężczyźni

#### Konkurencje biegowe
| Zawodnik    | Konkurencja   | Eliminacje | Eliminacje | Półfinał | Półfinał | Finał    | Finał |
| Zawodnik    | Konkurencja   | Rezultat   | Poz.       | Rezultat | Poz.     | Rezultat | Poz.  |
| ----------- | ------------- | ---------- | ---------- | -------- | -------- | -------- | ----- |
| Kevin Moore | Bieg na 100 m | DSQ        | DSQ        | NQ       | NQ       | NQ       | NQ    |

### Kobiety

#### Konkurencje biegowe
| Zawodniczka         | Konkurencja   | Eliminacje | Eliminacje | Półfinał | Półfinał | Finał    | Finał |
| Zawodniczka         | Konkurencja   | Rezultat   | Poz.       | Rezultat | Poz.     | Rezultat | Poz.  |
| ------------------- | ------------- | ---------- | ---------- | -------- | -------- | -------- | ----- |
| Charlotte Wingfield | Bieg na 100 m | 11.90      | 22.        | NQ       | NQ       | NQ       | NQ    |
| Charlotte Wingfield | Bieg na 200 m | 24.46      | 26.        | NQ       | NQ       | NQ       | NQ    |